# جورج بيلي (لاعب كريكت أسترالي)
جورج بيلي (7 سبتمبر 1982 في أستراليا - ) (بالإنجليزية: George Bailey)‏ هو لاعب كريكت أسترالي. شارك مع منتخب أستراليا الوطني للكريكت ومنتخب اسكتلندا الوطني للكريكت. أما مع النوادي، فقد لعب مع فريق تسمانيا للكريكت وتشيناي سوبر كينغز ونادي مقاطعة هامبشاير للكريكت ‏ ونادي مقاطعة ساسكس للكركيت ‏ وبنجاب كينغز وHobart Hurricanes ‏ وميلبورن ستارز ‏.

## وصلات خارجية
- جورج بيلي (لاعب كريكت أسترالي) على موقع إي آس بي آن كريك إنفو (الإنجليزية)